# Hero shooter
Un hero shooter est un sous-genre de jeu vidéo apparenté aux jeux de tir. Il met en avant des personnages héroïques que le joueur peut incarner et qui peuvent utiliser des capacités et armes qui leur sont propres. Un hero shooter peut aussi bien être joué à la première personne qu'à la troisième personne.

## Système de jeu
Le hero shooter est une variation des jeux de tir multijoueur à la première ou troisième personne dans laquelle les joueurs qui sont répartis dans au moins deux équipes peuvent sélectionner un personnage héroïque conçu par le développeur du jeu. Ces héros détiennent des attributs, compétences, armes et capacités actives ou passives uniques. Ce genre encourage vivement la collaboration entre les joueurs d'une même équipe puisque les différents héros disposent souvent de capacités qui peuvent être combinées pour décupler leur efficacité contre l'adversaire. 
Le hero shooter s'inspire de la conception des jeux de tir avec des classes de personnage, des MOBA et des jeux de combat. Certains incorporent également des éléments de jeux de rôle dans lesquels les joueurs font progresser le niveau de leur personnage, qui est déterminé au début de la partie, et dont la progression permet d'obtenir ou d'améliorer des capacités parmi plusieurs choix possibles. Le joueur devant faire des choix pour s'adapter au mieux à la dynamique de la partie. D'autres hero shooter permettent de changer de héros au cours de l'affrontement pour s'adapter à la composition de l'équipe adverse.
L'accent étant mis sur les héros en tant que personnage à part entière, les hero shooter proposent régulièrement davantage d'éléments narratifs que les jeux de tir par équipe traditionnels. Cela permet de développer une histoire pour chaque héros et de mettre en avant l'univers et la trame scénaristique dans lesquels le jeu prend place,.

## Histoire

### Genèse
Les origines du genre peuvent être liées aux premiers jeux de tir tactique multijoueur qui proposent des classes de personnage. Des jeux comme Battlefield 1942 et Team Fortress Classic disposent de plusieurs classes avec des capacités exclusives et parfois des armes spécifiques non utilisables par d'autres classes[réf. souhaitée].
Team Fortress 2, publié par Valve en 2007, est l'un des premiers jeux à représenter ce sous-genre. Si le jeu intègre le même système de classe que ces prédécesseurs, chacune de ces classes est cette fois-ci représentée par un personnage unique, avec sa propre personnalité et son apparence distinctive. Les classes sont devenues plus caractérisées et identifiables, à l'inverse des jeux habituels où le joueur contrôle des personnages sans nom et sans identité propre. Valve a cherché à renforcer l'identité de ces personnages via une campagne cross canal dans laquelle plusieurs bandes dessinées en ligne et vidéos « Meet the Team » sont publiées. Ces courts-métrages ont aidé à développer chaque classe et expliquer leur histoire. Ce type de vidéos d'exposition est ensuite devenu la norme pour présenter les nouveaux personnages des hero shooter qui ont suivi.

### Popularité croissante (2016 – 2021)
Le genre connaît une popularité fulgurante avec les annonces de Battleborn et Overwatch en 2014, et leur sortie en 2016. Battleborn, de Gearbox Software, est le premier jeu à utiliser le terme « hero shooter » dans son kit de presse de septembre 2014 qu'il qualifie de « jeux centrés sur leurs personnages »,. Overwatch, annoncé par Blizzard Entertainment quelques mois après Battleborn est largement inspiré de Team Fortress 2 et des MOBA. Overwatch a pour origine les cendres du projet annulé Titan (en) qui devait être un jeu à classe traditionnel. Les développeurs ont récupéré les caractéristiques de certaines classes pour en faire des héros uniques avec une histoire travaillée et ainsi sortir le jeu en tant que hero shooter. Le succès d'Overwatch a entrainé l'arrivée de nombreux concurrents sur le marché comme LawBreakers et Gigantic en 2017,. La popularité du genre pousse d'ailleurs des jeux de tir classiques comme Call of Duty et Battlefield à intégrer des personnages développés accompagnés d'un narratif à la place de leurs traditionnelles classes. L'illustre série Tom Clancy's Rainbow Six est également adaptée pour proposer un opus reprenant les codes du genre : Tom Clancy's Rainbow Six Siege (2015) est annoncé en 2014 ; et a conservé les fondements de la série tout en intégrant les éléments caractéristiques du hero shooter. Des jeux comme Apex Legends (2019) sont également parvenus à mêler le genre avec celui du battle royale, lui aussi populaire au cours de la même période.

### Saturation du marché (depuis 2022)
Des concurrents sérieux ont continué à débarquer sur le marché comme Valorant (2020), Overwatch 2 (2023) ou encore Marvel Rivals (2024). Cette profusion de titres a progressivement entrainé une saturation du marché et l'échec de productions AAA. Gearbox Software a été contraint de fermer les serveurs de Battleborn en janvier 2021. Amazon Games, qui s'est investi dans son premier jeu AAA multijoueur, a clôturé l'accès à Crucible après seulement six mois d'existence en octobre 2020. Sony connaît également un échec important à la suite du lancement de Concord en 2024, qui est retiré des ventes moins d'un mois après sa sortie, malgré un coût de développement estimé à 400 millions de dollars.

### Traduction
- (en) Cet article est partiellement ou en totalité issu de l’article de Wikipédia en anglais intitulé « hero shooter » (voir la liste des auteurs).